# Maksymilian
Maksymilian – imię męskie pochodzenia łacińskiego. Wywodzi się od słowa maximus oznaczającego „największy” oraz nazwiska rzymskiego rodu Emiliuszów. Żeńskie odpowiedniki tego imienia to Maksymiliana i Maksymilianna. 
W 2022 imię to nosiło 64 172 obywateli Polski (76. miejsce w grupie imion męskich). 
Maksymilian imieniny obchodzi: 12 marca, 14 sierpnia, 26 sierpnia, 12 października, 29 października.

## Osoby o imieniu Maksymilian

### Święci Kościoła katolickiego
- św. Maksymilian z Numidii – męczennik z Numidii (wspomnienie liturgiczne: 12 marca)
- św. Maksymilian Maria Kolbe – polski zakonnik, męczennik, zamordowany w Auschwitz (wspomnienie liturgiczne: 14 sierpnia)
- św. Maksymilian z Rzymu – biskup, męczennik (wspomnienie liturgiczne: 26 sierpnia)
- św. Maksymilian z Celei – biskup (wspomnienie liturgiczne: 12 października)
- św. Maksymilian – męczennik, wspominany razem ze św. Walentynem (wspomnienie liturgiczne: 29 października)[2]
- bł. Maksymilian Binkiewicz – polski duchowny, męczennik, zamordowany w Dachau

### Władcy
- Maksymilian I Habsburg – cesarz Świętego Cesarstwa Rzymskiego Narodu Niemieckiego
- Maksymilian II Habsburg – cesarz Świętego Cesarstwa Rzymskiego Narodu Niemieckiego
- Maksymilian III Habsburg – arcyksiążę austriacki
- Maksymilian I – cesarz Meksyku
- Maksymilian Bawarski – ojciec austriackiej cesarzowej Elżbiety
- Maksymilian I Józef Wittelsbach – król Bawarii
- Maksymilian II Emanuel – elektor bawarski
- Maksymilian II (król Bawarii)
- Maksymilian III Józef Wittelsbach – elektor bawarski

### Inne osoby
- Maksymilian Biennenstock – żydowski publicysta, tłumacz, literat, pedagog, działacz społeczny, senator I kadencji
- Max Berg – architekt
- Massimiliano Blardone – włoski narciarz alpejski
- Maksymilian Braun - muzyk
- Max Cavalera – muzyk
- Max Cegielski – dziennikarz
- Maksymilian Ciężki (1898–1951) – polski wojskowy, podpułkownik Wojska Polskiego, uczestnik prac nad złamaniem szyfrów Enigmy
- Maksymilian Faktorowicz – producent i wynalazca kosmetyków, założyciel przedsiębiorstwa Max Factor.
- Maksymilian Gierymski (1846–1874) – polski malarz
- Maximilian Grill – niemiecki aktor
- Maksymilian Tytus Huber – naukowiec
- Maksymilian Jackowski – społecznik
- Maksymilian Jarosz – polski Sprawiedliwy wśród Narodów Świata
- Maximilian Mechler – niemiecki skoczek narciarski
- Max More – brytyjski filozof, twórca ekstropianizmu
- Maximilian Mutzke – niemiecki piosenkarz
- Maksymilian Nowicki - zoolog, profesor Uniwersytetu Jagiellońskiego
- Maxi Pereira – urugwajski piłkarz
- Max Planck – niemiecki fizyk, noblista
- Maximilien de Robespierre – jakobin
- Maximilian Schell (1930–2014) – austriacki aktor
- Maximilian von Spee – niemiecki admirał
- Maksymilian Stratanowski (1913–1987) – polski malarz
- Max Taut – architekt
- Max Verstappen – holenderski kierowca wyścigowy

### Postacie fikcyjne
- Max Payne – bohater gier komputerowych o tym samym tytule
- Max Rockatansky – bohater filmów Mad Max w reżyserii George'a Millera
- Maximiliano Ponte (Facundo Gambandé) – jeden z bohaterów serialu Violetta, przyjaciel Violetty, Franceski i Camili
- Max Thunderman – jedna z głównych postaci serialu Grzmotomocni